# Vought XF5U
Vought XF5U "Flying Flapjack" là một loại máy bay tiêm kích thử nghiệm của Hải quân Hoa Kỳ, do Charles H. Zimmerman thiết kế trong Chiến tranh thế giới II.

## Tính năng kỹ chiến thuật (XF5U-1)
Đặc điểm tổng quát
- Kíp lái: 1
- Chiều dài: 28 ft 7 in (8,73 m)
- Sải cánh: 32 ft 6 in (9,91 m)
- Chiều cao: 14 ft 9 in (4,50 m)
- Diện tích cánh: 475 ft² (44,2 m²)
- Trọng lượng rỗng: 13.107 lb (5.958 kg)
- Trọng lượng có tải: 16.722 lb (7.600 kg)
- Trọng lượng cất cánh tối đa: 18.772 lb (8.533 kg)
- Động cơ: 2 × Pratt & Whitney R-2000-7, 1.350 hp (1.007 kW mỗi động cơ)  mỗi chiếc

 Hiệu suất bay 
- Vận tốc cực đại: 413 knot / 475 mph trên độ cao 28.000 ft (ước lượng)[1] (765 km/h trên độ cao 8.534 m)
- Tầm bay: 1.064 dặm (1.703 km)
- Trần bay: 34.492 ft (10.516 m)
- Vận tốc lên cao: 3.000 ft/phút (914 m/phút)
- Tải trên cánh: 35 lb/ft² (172 kg/m²)
- Công suất/trọng lượng: 0,16 hp/lb (0,27 kW/kg)

Trang bị vũ khí

- 6 × súng máy .50 hoặc 4 × pháo 20 mm
- 2 × bom 1000 lb.